# NGC 6309
NGC 6309, auch genannt als Boxnebel, ist ein planetarischer Nebel im Sternbild Schlangenträger in der Nähe des Himmelsäquators. Er ist ungefähr 8500 Lichtjahre von der Erde entfernt, hat einen Umfang von etwa einem Lichtjahr und expandiert mit ca. 25 Kilometern pro Sekunde. Sein Alter wird auf 3700 bis 4000 Jahre geschätzt.
Das Objekt wurde im Jahr 1876 von Wilhelm Tempel entdeckt.